# Эверт, Мильтиадис
Мильтиа́дис Э́верт (греч. Μιλτιάδης Έβερτ, 12 мая 1939, Афины — 9 февраля 2011, Афины) — греческий государственный и политический деятель, бывший лидер партии Новая демократия и мэр Афин.

## Биография
Мильтиадис Эверт родился в 1939 году в Афинах. Окончил Высшую школу экономики (ныне Афинский экономический университет), после чего занимался дальнейшими исследования в области компьютерных наук. Свободно владел английским языком. Некоторое время работал на высших руководящих должностях крупных предприятий, туристических компаний и банков. В частности, был финансовым консультантом, а затем исполнительным директором компании «Ναυπηγεία Ελευσίνας» (буквальный перевод «верфи Элевсина»).
Опубликовал многочисленные научные статьи в области экономики, обороны, безопасности и внешней политики. Написал несколько книг, в том числе: «Мирная революция Новой эры», «Караманлис, реформатор», «Греция в мире грядущем».
Мильтиадис Эверт был женат на фотографе Лизе Вандерпул, которая родила ему двоих детей.

### Политическая карьера
В 1957 году стал членом Ε.Ρ.Ε.Ν., молодёжного крыла Национального радикального союза. В 1963 взял на себя его управление. В годы пребывания у власти военной диктатуры «черных полковников» ему запретили выезд из страны.
Вскоре после падения хунты в 1974 стал одним из основателей партии Новая демократия. В том же 1974 избран членом Греческого парламента от Первого Афинского избирательного округа. За два года впервые занял правительственную должность, стал министром финансов. В 1977 избран первым представителем Первой периферии Афин. В 1985 году вновь возглавил партийный список на выборах и переизбран в Первом округе Афин.
В 1986 году на местных выборах в октябре избран мэром Афин, набрав 54,5 % голосов избирателей. В 1989 добровольно покинул этот пост, чтобы принять участие в парламентских выборах, однако на посту мэра успел сделать несколько нововведений, в частности открыл первую муниципальную радиостанцию в Греции — Athena 98.4 FM.
В 1990 году он был членом Департамента политического планирования в избирательной кампании «Новой демократии». Участвовал на муниципальных выборах 14 октября 1990 и был избран в муниципальный совет Афин, в то время как мэром Афин стал Антонис Трицис, которого в то время также поддерживала «Новая демократия». 26 октября 1991 премьер-министр Греции Константинос Мицотакис принял его отставку с должности министра при Президенте Республики.
3 ноября 1993, после поражения «Новой демократии» и отставки Мицотакиса, Мильтиадис Эверт был избран новым президентом партии, набрав 141 голос из 182 голосовавших (Иоаннис Варвициотис набрал 37 голосов, 4 избирателя не поддержали ни одного кандидата). Он оставался лидером партии до 21 марта 1997 года, в течение 4 партийных съездов, пока не был заменен на этой должности Костасом Караманлисом.

### Уход из политики
С 19 сентября 2009 года Мильтиад Эверт официально сообщил заявил о своем отходе от политики в письме к премьер-министру Караманлису.
Имея длинную историю проблем с сердцем, 10 января 2011 года Мильтиадис Эверт был госпитализирован в палате отделении интенсивной терапии госпиталя «Иппократио» в Афинах. Умер 7 февраля 2011 года.